# Hay River Dene 1
Hay River Dene 1 är ett reservat i Kanada.   Det ligger i territoriet Northwest Territories, i den centrala delen av landet, 3 100 km nordväst om huvudstaden Ottawa.
I omgivningarna runt Hay River Dene 1 växer i huvudsak barrskog. Trakten runt Hay River Dene 1 är nära nog obefolkad, med mindre än två invånare per kvadratkilometer.